# Pinnotheres pisum
El cangrejo guisante (Pinnotheres pisum) es una especie de cangrejo de pequeño tamaño de la familia de los Pinnotheridae, que vive como parásito de ostras, almejas, mejillones, y otras especies de bivalvos.

## Descripción
Los cangrejos guisante son pequeños crustáceos, del tamaño de un guisante o de una moneda, con una "superficie dorsal lisa en el caparazón, o exoesqueleto superior". El exoesqueleto de los machos es duro y circular, tienen ojos y antenas entendiéndose en sus frentes, y la quela es más resistente en los machos que en las hembras, las cuales tienen más alargadas las quelas. Los cuerpos de los cangrejos guisante hembra, son a menudo traslúcidos y muestran los órganos internos y gónadas de un color amarillos y rojo. Los machos son más amarillo grisáceos, con partes marrones".

## Ecología

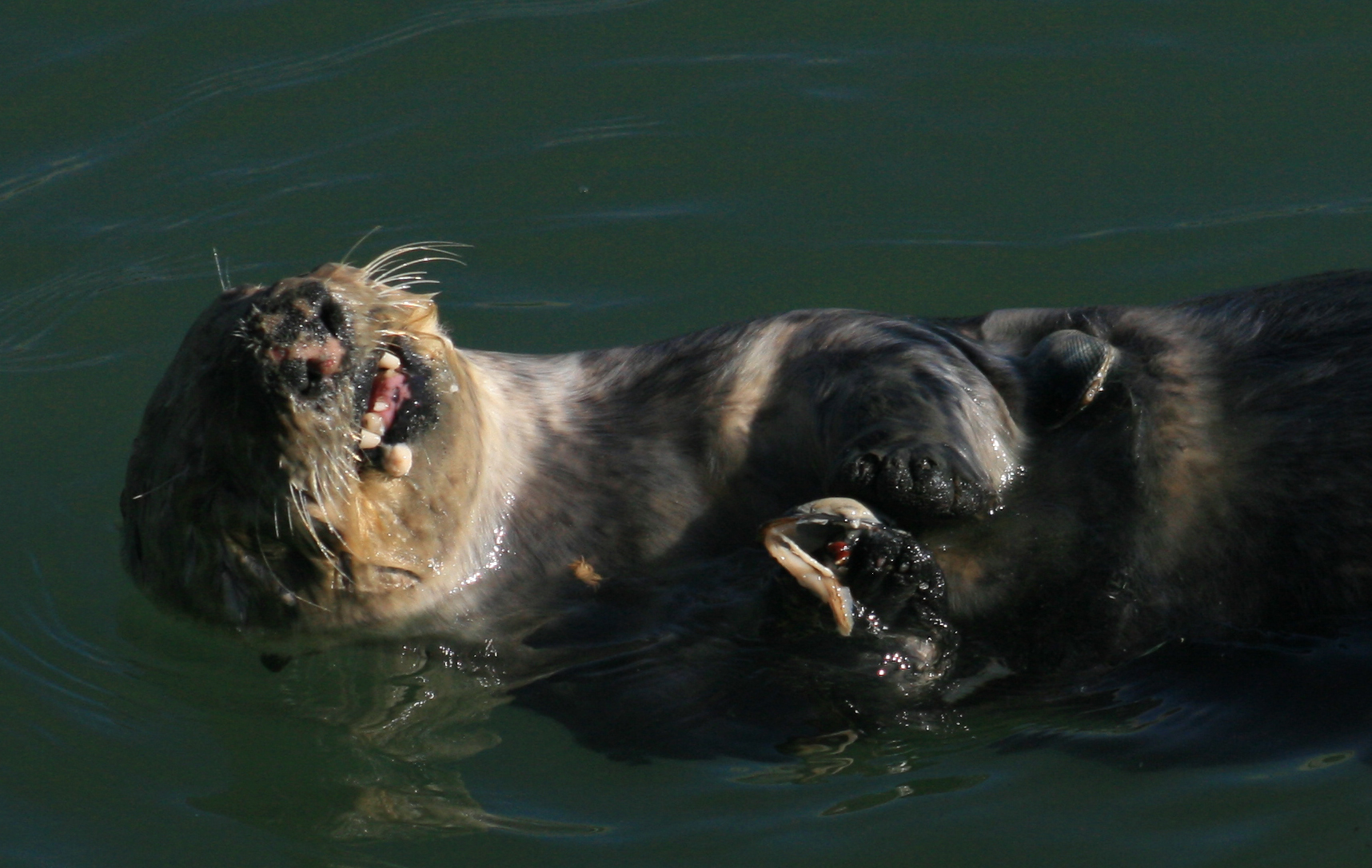
Un cangrejo guisante (de color amarillo) se ha desprendido del interior de la almeja que la nutria de mar se está comiendo, y ha ido a parar a su cuello (fotografiado en Moss Landing, California)

La relación entre el cangrejo guisante y su anfitrión es de parasitismo, más que de comensalismo, ya que el anfitrión puede ser dañado por las actividades de alimentación del cangrejo. El cangrejo guisante sólo confía en su anfitrión para proveerlo de alimento, seguridad, y oxígeno.
Los cangrejos guisante poseen una gran variedad de anfitriones, de los cuales los más importantes son los moluscos. En los moluscos, los cangrejos guisante viven en la cavidad del manto. Otros anfitriones, además de las ostras, son los erizos de mar y las lochas. Los Pinnotheres pueden encontrarse en el interior de las lochas, en el recto de pepinos de mar, en los tubos de los gusanos de pergamino, en las madrigueras de los talasinideos, o en las branquias de las ascidias.
Se sabe muy poco acerca de los hábitos alimenticios del cangrejo guisante, pero en su pariente, el cangrejo ostra  (Zaops ostreus), en las etapas larvales, se alimenta del plancton que se encuentra en la ostra, mientras que los adultos, se alimentan tomando parte del alimento que forma parte de la dieta de la ostra, así como otros alimentos que no entran en su dieta. El proceso de alimentación puede ser nocivo para el anfitrión del cangrejo cuándo éste se alimenta en la mucosa de las cuerdas vocales, que ayuda a llevar el alimento a la boca del anfitrión.

## Apareamiento
El cangrejo guisante macho frota durante horas el exterior de la concha que contiene el cangrejo guisante hembra, hasta que la concha se abre y el cangrejo guisante macho puede entrar en ella.

## Etimología
Pinnotheres significa en griego "guardia de Pinna" y pisum es "guisante" en latín, en referencia a la forma del cangrejo.